# Giovanni da Verrazzano (destroyer)
Le Giovanni da Verrazzano (fanion « DV ») était un destroyer italien de la classe Navigatori lancé en 1928 pour la Marine royale italienne (en italien : Regia Marina). 

## Conception et description
Commandés en 1926, ces navires ont été construits pour la Regia Marina en réponse aux grands contre-torpilleurs des classes Jaguar et Guépard construits pour la Marine française. Ces navires étaient nettement plus grands que les autres destroyers italiens contemporains et étaient initialement classés comme croiseur éclaireur, la reconnaissance aérienne prenant alors de l'ampleur. Ils ont été reclassés dans la catégorie des destroyers en 1938.
Les navires de la classe Navigatori avaient une longueur totale de 107,3 mètres, une largeur de 10,2 mètres et un tirant d'eau moyen de 3,5 mètres. Ils déplaçaient 1 900 tonnes à charge normale et 2 580 tonnes à charge profonde. Leur effectif en temps de guerre était de 222-225 officiers et hommes de troupe.
Les Navigatori étaient propulsés par deux turbines à vapeur Belluzzo, chacune entraînant un arbre d'hélice et utilisant la vapeur fournie par quatre chaudières Yarrow. Les turbines étaient conçues pour produire 55 000 chevaux-vapeur (41 000 kW) et une vitesse de 32 nœuds (59 km/h) en service, bien que les navires aient atteint des vitesses de 38-41 nœuds (70-76 km/h) pendant leurs essais en mer alors qu'ils étaient légèrement chargés.Ils transportaient suffisamment de mazout qui devait leur donner une autonomie de 3 800 milles nautiques (7 000 km) à une vitesse de 18 nœuds (33 km/h).
Leur batterie principale était composée de six canons de 120 millimètres dans trois tourelles jumelées, une à l'avant et à l'arrière de la superstructure et la troisième au milieu du navire. La défense antiaérienne (AA) des navires de la classe Navigatori était assurée par une paire de canons AA de 40 millimètres dans des supports simples situés à l'avant de la cheminée et une paire de supports jumelés pour des mitrailleuses de 13,2 millimètres. Ils étaient équipés de six tubes lance-torpilles de 533 millimètres dans deux supports triples au milieu du navire. Le Navigatori pouvait transporter de 86 à 104 mines.
Les navires étaient rapides, mais manquaient de stabilité et ont été reconstruits avec des étraves en forme de clipper, une largeur accrue et une superstructure réduite à la fin des années 1930.
Pendant la guerre, les torpilles ont été remplacées par des tubes triples de 533 mm et des canons anti-aériens supplémentaires ont été ajoutés.

## Construction et mise en service
Le Giovanni da Verrazzano est construit par le chantier naval Cantieri del Quarnaro de Fiume en Croatie, et mis sur cale le 7 août 1927. Il est lancé le 15 décembre 1928 et est achevé et mis en service le 25 juillet 1930. Il est commissionné le même jour dans la Regia Marina.

## Histoire du service

### Nom et devise
Le Giovanni da Verrazzano est nommé en l'honneur du grand navigateur italien Giovanni da Verrazzano, qui a vécu entre le 15e et le 16e siècle et qui a été le premier à explorer en profondeur la côte est de l'Amérique du Nord, de la Floride à Terre-Neuve.
La devise du navire, Ultra terminos ausus (audacieux au-delà des limites), est tirée du monument dédié au navigateur dans la ville de Greve in Chianti, sa terre natale.

### Les années 30
Dès le début, le Giovanni da Verrazzano a eu une vie difficile. En fait, il est entré en service tardivement, le 25 septembre 1930, en raison de problèmes majeurs liés au système de propulsion. Peu après, il doit retourner au chantier naval pour subir les premières modifications visant à améliorer sa stabilité (allègement et abaissement de la superstructure), ainsi que le remplacement du gouvernail (1932) et des tubes lance-torpilles.
Sa véritable vie opérationnelle ne commence donc que quelques mois plus tard, en mai 1931. En 1933-1934, il est commandé par le capitaine de frégate (Capitano di Fregata) Carlo Daviso di Charvensod. Pendant la période d'avant-guerre, il mène l'activité normale d'une escadrille, participant également aux opérations de soutien naval pendant la guerre civile espagnole.
Au début de 1940, il subit de nouvelles modifications, telles que l'agrandissement de la coque, la reconstruction de la proue et l'augmentation de l'armement.

### La Seconde Guerre mondiale
Lorsque l'Italie entre dans la Seconde Guerre mondiale, il se trouve encore dans le chantier naval pour les modifications. Une fois les travaux terminés, il est affecté au XVe escadron de destroyers, qui comprend ses navires-jumeaux (sister ships) Pigafetta, da Mosto et Zeno. Jusqu'à la mi-1941, il est employé principalement en Basse Adriatique, puis il est affecté aux escortes sur les routes d'Afrique du Nord et aux missions de pose de mines.
Du 19 au 23 avril 1941, avec la VIIe division de croiseurs (Eugenio di Savoia, Duca d’Aosta, Attendolo et Montecuccoli) et avec ses navires-jumeaux Da Recco, Da Mosto, Pessagno, Pigafetta et Zeno, il effectue la pose des champs de mines "S 11", "S 12" et "S 13" (avec l'utilisation de 321 mines et 492 flotteurs explosifs) à l'est du Cap Bon.
Entre le 23 et le 24 avril, les unités répètent l'opération en posant 740 autres mines.
Le 1er mai, il pose à nouveau des mines au nord-est de Tripoli, avec ses navires-jumeaux Pigafetta, Da Mosto, Da Recco, Zeno et Pessagno et les croiseurs Eugenio di Savoia, Duca d'Aosta et Attendolo.
Le 3 juin, il pose deux champs de mines au nord-est de Tripoli, avec les destroyers Pigafetta, Da Mosto, Da Recco, Gioberti, Scirocco et Usodimare et les IVe division (croiseurs légers Bande Nere et Di Giussano) et VIIe division (croiseurs légers Eugenio di Savoia, Duca d'Aosta ed Attendolo).
Le 28 juin, il pose le champ de mines " S 2 " dans le canal de Sicile avec les croiseurs Attendolo et Duca d'Aosta et les destroyers Pigafetta, Da Mosto, Da Recco et Pessagno.
Le 7 juillet, avec la IVe division de croiseurs (Bande Nere et Di Giussano) et la VIIe division de croiseurs (Attendolo et Duca d'Aosta) et les destroyers Pigafetta, Da Mosto, Da Recco, Pessagno, Maestrale, Grecale et Scirocco, il effectue une mission de pose de mines dans le canal de Sicile.
Dans la nuit du 12 au 13 octobre, il devait poser un autre champ de mines, avec les destroyers Vivaldi, Malocello, Pigafetta, Camicia Nera et Aviere et les croiseurs légers Eugenio di Savoia, Montecuccoli et Duca d'Aosta, mais l'opération est annulée en raison de la sortie de la Mediterranean Fleet (flotte méditerranéenne).
Du 14 au 16 novembre, il escorte de Tarente à Benghazi, avec le Pigafetta, les transports Città di Genova et Città di Napoli.
Le 1er décembre, il récupère 66 survivants du croiseur auxiliaire Adriatico, coulé par la Force K britannique le matin de ce même jour.
De janvier à mai 1942, il subit des travaux de modification: le complexe de tubes lance-torpilles arrière et les mitrailleuses de 13,2 mm sont remplacés respectivement par 2 mitrailleuses de 37 mm et 7 mitrailleuses de 20 mm, et un échogoniomètre est également embarqué.
Au début du mois d'août 1942, sous le commandement du capitaine de frégate Carlo Rossi, il effectue - avec son navire-jumeau Da Recco - une mission de transport de provisions à Pýlos et continue ensuite jusqu'à Benghazi, où il transporte des troupes (le Da Recco effectue une mission similaire à Tobrouk). Pendant le voyage de retour, il assiste le Da Recco, qui a subi une panne de moteur.
Le 27 septembre, il escorte un convoi de Brindisi à Benghazi quand, à 16h40, le sous-marin britannique HMS Umbra (P35) torpille le grand et moderne navire à moteur Francesco Barbaro. Incendié, le navire marchand, malgré les tentatives de remorquage, coule, à la suite d'une explosion, à 4 h 41 le 28 septembre, à la position géographique de 37° 15′ N, 19° 55′ E,.
Le 17 octobre, il appareille de Naples, avec cinq autres destroyers et trois torpilleurs, pour escorter un convoi de quatre navires marchands vers Tripoli,,. Peu avant une heure le 19 octobre, le convoi est attaqué par le sous-marin britannique HMS Unbending (P37) entre l'île de Lampedusa et Pantelleria. A 12h58, le vapeur Beppe est touché  (qui coule à 13h45 à la position géographique de 35° 52′ N, 12° 05′ E), et un peu plus tard le Da Verrazzano, après avoir manœuvré pour échapper à une première torpille, est à son tour touché par une seconde. L'explosion provoque l'enlèvement de la poupe,,. L'équipage tente de maintenir le navire à flot, mais tout est inutile: le destroyer doit être abandonné et coule à 14h50, à la position géographique de 35° 52′ N, 12° 02′ E,,. Il y a 20 victimes sur un équipage de 275 hommes.
Le Da Verrazzano avait effectué 148 missions de guerre, couvrant un total de plus de 42 000 milles nautiques (77 784 km).

### Commandement
Commandants
- Capitaine de frégate (Capitano di fregata) Remo Polacchini (né à La Spezia le 20 novembre 1900) (10 juin - septembre 1940)
- Capitaine de frégate (Capitano di fregata) Ugo Avelardi (né à Livourne le 4 avril 1901) (septembre 1940 - 20 juin 1942)
- Capitaine de frégate (Capitano di fregata) Carlo Rossi (né à Campo Ligure le 21 juillet 1901) (21 juin - 19 octobre 1942)